# NIGORO
NIGORO(ニゴロ)は、コンピュータゲームの開発を活動内容とする日本のクリエイター集団。

## 概要
フリーゲーム制作チーム「GR3 PROJECT」のメンバーがそのまま移行する形で結成された。名称は、「256」の読み(2進数表記で8bit)に由来。最初期からのメンバーは、「ならむら」(楢村匠)、「duplex」（蛯原隆行）、「サミエル」（鮫島朋龍）の3人。
本項では、GR3 PROJECTに関連する内容も含めて説明する。

## 開発
GR3 PROJECTからの開発形態については、チャットで会議を行い、ならむらがプランニング・音楽・イラスト・ドット絵、duplexがプログラム、サミエルがプログラム・音楽という役割で行われている。
NIGORO結成後はメンバーおよび関係者が集まることもあるが、ネットを通じた作業は今も行われている。
なお、「面白いフリーソフト・シェアウェア避難所」というしたらば掲示板に立てられているGR3 PROJECT、およびNIGOROスレッドには、時折関係者がコメントに対するレスや告知を書き込むことがあり、古くから交流している。
開発タイトルの特徴として、MSXのゲームからの何らかのオマージュが含まれる。ゲームに付属する説明書もMSX風のデザインになっている。

## 略歴

### GR3 PROJECTの結成と解散
GR3 PROJECTの結成の経緯は、代表である「ならむら」が自分が主催するMSXゲームサイトに遊びに来たプログラマーの「duplex」に対して、チャット上でゲームを作ってみたいと言った事がきっかけである(ちなみに、duplexはサイトに遊びに行く以前にネットをやめようと考えていた)。後にGR3のサンプルを見た「サミエル」が参加する。
公開されたゲームはフリーウェアであるが、諸事情からベクターへの登録はせず、雑誌収録の許可も出していない。
2006年12月31日をもって解散する予定だったが、終了企画(サヨナラ企画)として開発していたゲームの第3弾が完成せず、この時点で一旦は延期とした。しかしメンバーのduplexが仕事で忙しくなり、このままではなし崩し的に延期を続ける恐れがあると判断。第3弾の開発を中止し、2007年1月末をもって改めて解散を発表した。

### NIGOROとしての再結成
2007年2月1日に解散を迎えたが、同日にブログ「3匹が企む」を立ち上げ、ゲーム開発の事業化を発表、2007年5月12日にオフィシャルサイト「NIGORO」を立ち上げた。
今後は、Windows用ゲームソフト以外にも、FLASHによるミニゲームや、携帯電話向けゲーム、コンシューマ用ゲーム機のダウンロードコンテンツなど、を視野に入れて開発を進めていく。
また、日本国内外のゲームカンファレンスやインディーズゲームの講演も行っている。
2018年8月末には、キックスターターの支援を受けながら開発していた『LA-MULANA』の続編、『LA-MULANA2』をリリース。なお、メンバーであるduplexの仕事の関係上、以降はメインプログラマーとしての参加が最後となっている。

## 作品
GR3 PROJECT時代
- GR3（2001年発表）
- LA-MULANA（2005年発表）
- LA-MULANAエディタ
- GR3 RE-DEATH

NIGORO時代
- Death Village
- 薔薇と椿シリーズ
- ひっこしぽろぽろ
- 宇宙船キャプスターII
- めくり番長
- バウンスショット
- 未来開発カンパニー（ダレット運営のダレットワールド内。後に「こちら未来開発宇宙開発支社」としてNIGOROサイトへ移植）
- ミラクルウィッチ
- ルエミーザ・小杉博士の遺跡クイズ
- LA-MULANA(リメイク版)
- LA-MULANA2